# Frontière entre l'Équateur et le Pérou
La frontière entre l'Équateur et le Pérou est la frontière séparant l'Équateur et le Pérou. Cette frontière est contestée dès l'indépendance des deux pays, avec plusieurs conflits armés, le dernier remontant à 1995. Elle ne fut officiellement stabilisée et reconnue par le Pérou et l'Équateur qu'en 1998. 

## Descriptif
La frontière terrestre étend le long de 1 529 km. Elle commence sur la côte pacifique, dans la lagune de Capones, au sud du golfe de Guayaquil puis continue entre les villes côtières de Zarumilla (Pérou) et Huaquillas (Equateur), puis suit les talwegs des rivières Zarumilla et Chira. Au sud-est de Zumba, elle prend la direction nord-est sur les sommets de la Cordillère du Condor, à l'est des Andes, pour entrer dans la forêt amazonienne où elle forme une vaste courbe traversant les rivières Santiago, Pastaza, Corrientes, Tigre, Curaray et Napo, avant de rejoindre un tripoint équatorien-colombien-péruvien sur la rivière Putumayo.

La frontière maritime suit un parallèle depuis l'embouchure de Capones.

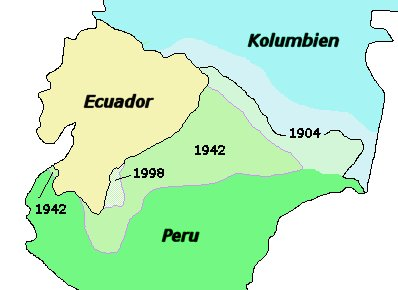
Evolution de la frontière entre 1904 et 1998.
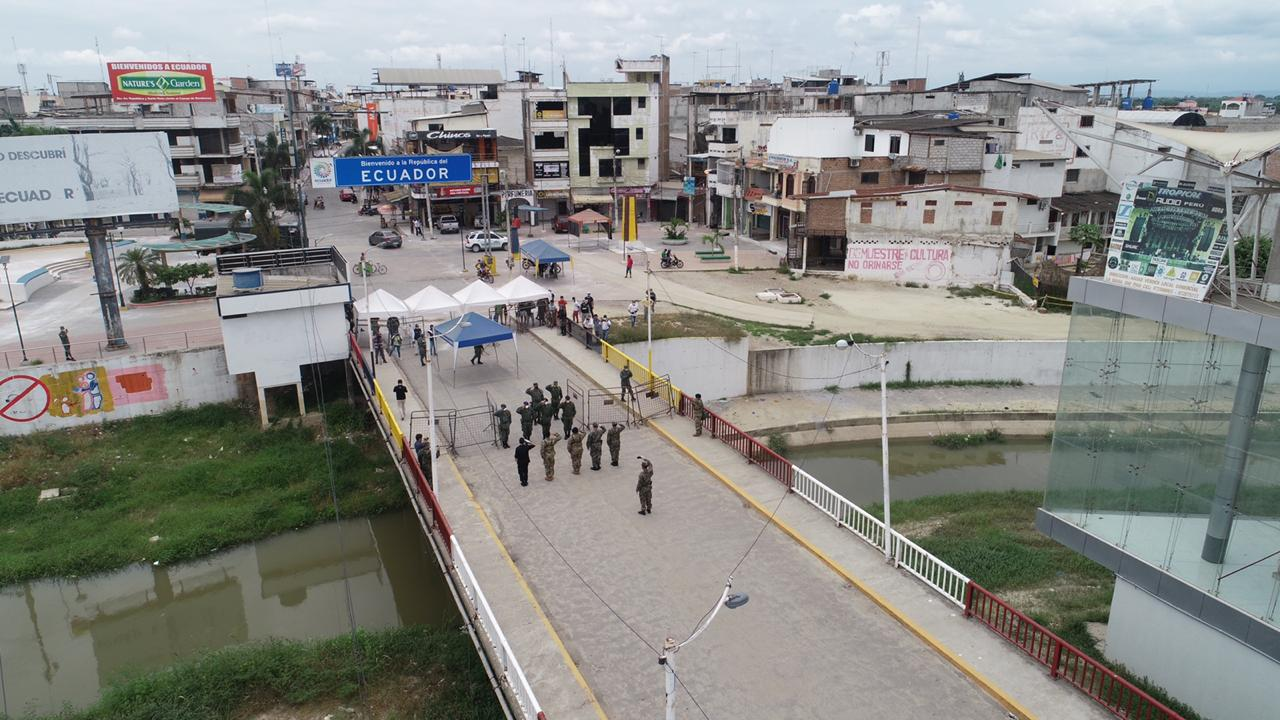
Frontière entre Huaquillas et Aguas Verdes (es)
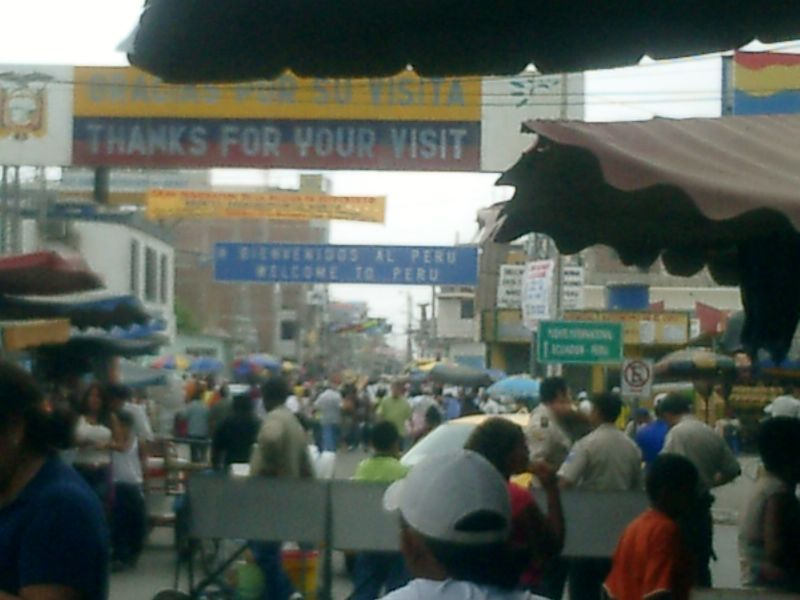
Vue de la frontière péruvienne à Huaquillas.

## Référence
- (es) Cet article est partiellement ou en totalité issu de l’article de Wikipédia en espagnol intitulé « Frontera entre Ecuador y Perú » (voir la liste des auteurs).